# Farna Lgota
Farna Lgota (502 m n.p.m.) – przełęcz w południowo-zachodniej Polsce w Sudetach Wschodnich, w Masywie Śnieżnika, Krowiarkach.

## Położenie i opis
Przełęcz położona w Sudetach Wschodnich, w północno-wschodniej części Masywu Śnieżnika, w grzbiecie Krowiarek odchodzącym ku północnemu wschodowi od Przełęczy Puchaczówka, około 2,3 km na południowy zachód od miasteczka Lądek-Zdrój. Jest to rozległe siodło, które oddziela Kierzną od Siniaka i pozostałej części Krowiarek. Przełęcz zbudowana ze skał metamorficznych należących do metamorfiku Lądka i Śnieżnika, głównie łupków łyszczykowych, łupków kwarcytowych, kwarcytów, łupków grafitowych serii strońskiej.

Przez przełęcz przebiega droga polna z Lądka-Zdroju do Kątów Bystrzyckich. 

## Roślinność
Okolice przełęczy pokrywają łąki, na których występuje róża dzika, tworząca charakterystyczne zarośla.

## Zabytki
Na przełęczy stoi kapliczka domkowa na rzucie kwadratu, przykryta dachem namiotowym, posiadająca trzy wnęki oraz emblemat maryjny i obraz Chrystusa.

## Szlaki turystyczne
Przez przełęcz przechodzi  szlak turystyczny z Lądka-Zdroju na Przełęcz Puchaczówkę.